# Всеукраїнський благодійний культурно-науковий фонд імені Т. Г. Шевченка
Всеукраїнський благодійний культурно-науковий фонд Т.Шевченка — це загальноукраїнська громадська культурно-просвітницька організація. Фонд був заснований на загальноукраїнських Установчих зборах 14 грудня 1991 року за ініціативи та участі кровних родичів Тараса Шевченка.

## Мета та завдання діяльності Фонду
Основною метою Фонду, відповідно Статуту, є практична благодійна діяльність членів Правління Фонду на терені відродження та розбудови української держави, переважно в сфері української культури та духовності. Своїми завданнями члени Фонду вбачають — сприяння відродженню духовної спадщини минулого, широкому ознайомленню народу України з надбаннями світової культури і цивілізації шляхом здійснення відповідних проектів та програм на основі власного інтелектуального потенціалу. Зокрема, через проведення науково-публіцистичних конференцій, систематичної роботи в школах та вищих навчальних закладах, здійснення власної редакційно-видавничої діяльності, підтримки сталих творчих зв'язків та ділових контактів з питань науки і культури із зарубіжними творчими, культурно-освітніми громадськими організаціями, що сприяє пропаганді української культури за кордоном, поширює в Україні творчий доробок митців української діаспори тощо.

## Керівні органи Фонду
Вищим органом управління Фонду є Загальні збори, в яких беруть участь делегати філій та представництв Фонду різних областей України. На Загальних зборах обирається президент Фонду та за його поданням Правління, віце-президент і заступники. Правління Фонду обирає робочу Президію, яка здійснює поточну роботу в період між засіданнями Правління, яке збирається не рідше аніж 2 рази на рік. До першого складу Правління Фонду увійшли: поет Анатолій Качан, архітектор Микола Босенко, композитор Віталій Кирейко, член-кореспондент АНУ Анатолій Непокупний, доктор технічних наук професор Анатолій Колесниченко, тележурналіст Валентин Бугрим, філолог Ольга Віноградова. А від родичів Т.Шевченка: солістка капели «Думка» Валентина Іваненко, дизайнер Ірина Зеленко, художник Микола Лихошва, інженер Микола Лисенко, композитор Анатолій Лосєв, д.т.н., професор, почесний директор Інституту колоїдної хімії та води Анатолій Пилипенко.
Через зміни законодавства України Фонд пройшов 1993 року перереєстрацію, внаслідок чого до складу його засновників увійшли Київський національний університет, Київський політехнічний університет, Педагогічний університет імені М.Драгоманова. Тому до складу Правління Фонду були введені — перший проректор КНУ ім. Т.Шевченка д.т.н Олег Третяк, від КПІ — проректор з наукової роботи д.т.н Володимир Шеховцов, від Педуніверситету — ректор академік Микола Шкіль.
На поточний момент Правління Фонду складається з 14 осіб: поет Анатолій Качан, поет Петро Засенко, кінорежисер Олександр Муратов, поет, актор Василь Довжик, літературознавець професор Академії адвокатури Тетяна Конончук, доцент КНУ ім. Т.Шевченка Михайло Конончук, шевченкознавець Надія Наумова, академік Любомир Пиріг, доктор фізико-математичних наук професор Василь Шендеровський, письменник Олександер Шугай, журналіст доцент Валентин Бугрим, волонтер Валентина Козирська, художник, праонук Т.Шевченка по брату Микиті Микола Лихошва. Президентом Фонду є праправнучка Т.Шевченка по сестрі Катерині письменниця Людмила Красицька. Віце-президентом Фонду обрано Валерія Бабича — відомого українського політичного діяча, економіста та мецената. Робоча Президія: голова — Тетяна Конончук, заступник — Петро Засенко, Валентин Бугрим, Надія Наумова, Валентина Козирська.

## Проекти Фонду

### Попередні
Стислий перелік основних проектів, здійсненних в попередні роки діяльності Фонду Т.Шевченка:
1. патронування Стрітівської школи кобзарського мистецтва;
2. проведення мистецько-творчих конкурсів «Заповіт» для студентської молоді, свята «В гостях у Тараса Шевченка» — для дітей молодшого шкільного віку;
3. реалізація програми «Україна майбутня» (за підтримки Міністерства освіти України);
4. організація «творчих десантів» в регіони діячів культури, науки, мистецтва;
5. проведення конкурсів: «Чому я у повсякденні спілкуюся українською», «Ветерани ВВВ, яких я знаю особисто», «Заповіти Т.Шевченка» для учнів старших класів;
6. проведення (спільно з Міністерством освіти) загальноукраїнської наукової студентської конференції-конкурсу «Розбудова держави: духовність, екологія, економіка» під девізом «Оживуть степи, озера…»;
7. створення тріо віртуозів «Арт-Заповіт» (1993-98)[1] під орудою композитора, професора НМА ім. Чайковського Віталія Кирейка;
8. проведення низки міжнародних науково-публіцистичних конференцій (серед яких: «Тарас Шевченко і Західна Україна», «Тарас Шевченко і національно-визвольні змагання українського народу», «Тарас Шевченко і Україна XXI ст.» (2003)[2], «Краєзнавче шевченкознавство: стан, проблеми, перспективи» тощо);
9. видання щорічного «Шевченківський краєзнавчий альманах» (з 2005 року), який містить нові розвідки, шевченкознавчі дослідження тощо;
10. підтримання сталих контактів з українською діаспорою та науковими інституціями, зокрема, з НТШ (США).

### Актуальні
1. Щорічний до Шевченківських днів всеукраїнський квест-марафон «Чи знаємо ми Тараса Шевченка?», який проводиться спільно з Міністерством освіти і науки України. Марафон розпочинається 9 березня, перші два тури відбуваються дистанційно, останній в музеї Канівського Національного заповідника «Могила Т.Шевченка». До участі в марафоні залучено всі навчальні заклади України, українська діаспора й усі бажаючі.
2. Щорічний до Дня Незалежності спільно з Національною Спілкою письменників України конкурс патріотичної поезії для військових та волонтерів «Свою Україну любіть».
3. Проект «Україна майбутня», в рамках якого продовжується організація виступів відомих вчених, діячів культури та мистецтва в регіонах України, місцях проживання української діаспори.
4. Триває редакційно-видавнича діяльність, зокрема, продовжує видаватися «Шевченківський краєзнавчий альманах», готується до видання збірка поетичних творів за підсумками конкурсу «Свою Україну любіть» 2017 року тощо.

## Активність регіональних філій Фонду
Надвірнянська (Івано-Франківщина) філія Фонду веде активну видавничу роботу по випуску літературного альманаху, збірочок молодих поетів, проводить літературні вечори, мистецькі конкурси, заснувала художню галерею тощо. Дніпропетровська, Харківська, Одеська, Запорізька здійснюють наполегливу робота переважно в площині утвердження української мови, залучення дітей до вивчення національних традицій, фольклору. Черкаська та Кіровоградська філії очолюються кровними родичами Шевченка і свою роботу проводять в краєзнавчому напрямку та сприяють поширенню творчості Т.Шевченка. Велику роботу проводить Охтирська філія Фонду з незмінним її керівником Катериною Макаренко (фестивалі, симпозіуми, конкурси, мистецькі вечори до пам'ятних дат відомих своїх земляків — Івана Багряного, Бориса Антоненка-Давидовича тощо). Дуже активно працювала Лубенська філія, очолювана Володимиром Маликом.